# Judenhof Speyer

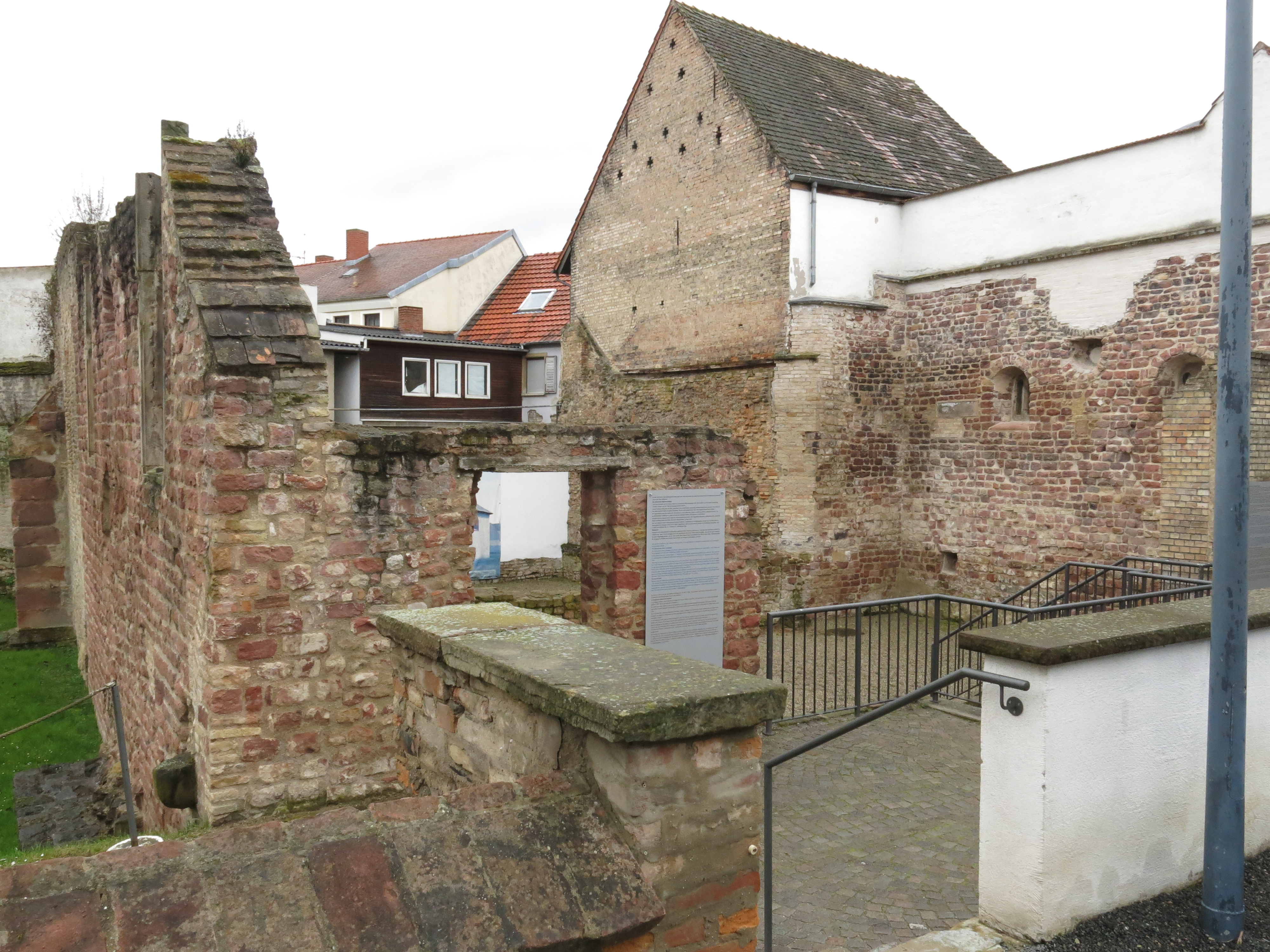
Überreste von Frauenschul (Hintergrund) und Synagoge (Vordergrund)

Der Judenhof Speyer war der zentrale Bezirk des mittelalterlichen jüdischen Viertels von Speyer und bestand aus der Synagoge samt Frauenschul, Synagogenhof und Jeschiwa sowie der in Mitteleuropa ältesten erhaltenen Mikwe, dem rituellen Tauchbad der Juden.
Die Synagoge wurde um 1100 erbaut, die Frauenschul wenig später hinzugefügt. Auch die Mikwe stammt aus dieser Zeit. Das Gelände wurde nach 1534 aufgrund der Vertreibung der jüdischen Gemeinde nicht mehr genutzt und verfiel. Die neue Synagoge Speyers an der Maximilianstraße, 1837 erbaut, wurde während der Novemberpogrome 1938 zerstört. Der Judenhof mit Frauenschul, alter Synagoge und Mikwe zählt seit 2021 zum UNESCO-Weltkulturerbe.

## Komponenten

### Synagoge
Zentral auf dem Gelände des Judenhofs stehen die aufragenden Reste der mittelalterlichen Synagoge Speyers. Sie wurde 1104 eingeweiht. Von dem als Saalbau konzipierten Gebäude sind die Umfassungsmauern teilweise erhalten, damit ist sie die am besten erhaltene Synagoge aus dem frühen 12. Jahrhundert in Europa. Weiterhin gilt sie als frühestes erhaltenes Beispiel einer Synagoge ihrer Bauform (Saalbau), die über Jahrhunderte in Aschkenas prägend wurde.

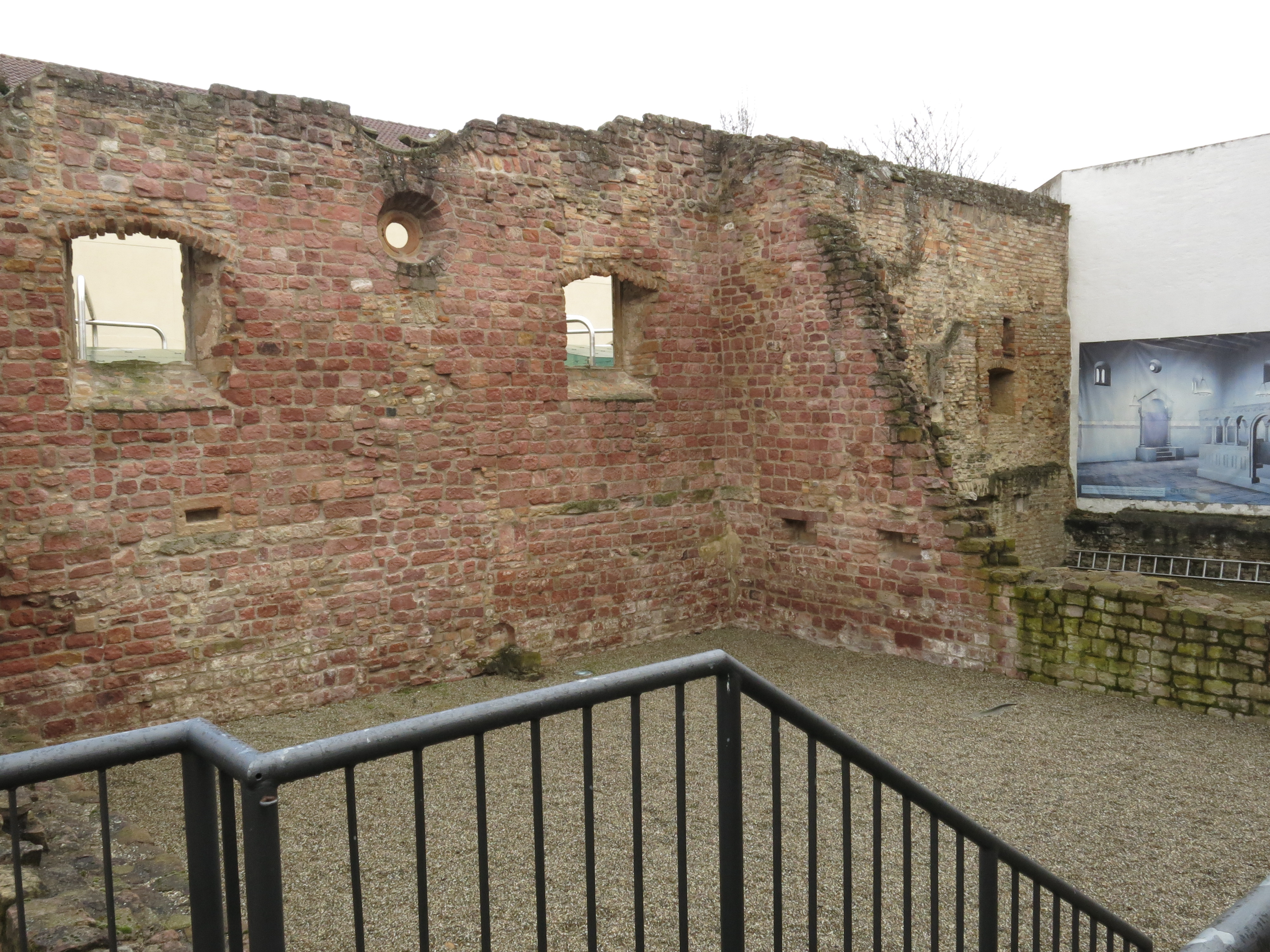
Innenraum der Synagoge (Hintergrund Anbau der Frauenschul)

Eine Brandspur im Baubefund wird mit dem chronikalisch bezeugten Pogrom von 1196 im Verlauf des Kreuzzugs Heinrich VI in Verbindung gebracht; um 1200 wird der Wiederaufbau der Synagoge vermutet. Aus dieser Zeit sind zwei Rundbogenfenster aus der Westwand erhalten. Sie blieben bis 1899 verbaut, bis man sie im Historischen Museum der Pfalz ausstellte. Während der Gotik wurden in der Ostwand zwei Fenster durch größere ersetzt. Auch eines der auf beiden Giebelseiten verbauten Okuli ist erhalten geblieben. Von außen war die Synagoge vermutlich verputzt, darauf lassen kleinste Putzreste auf den Außenmauern schließen.
An der Ostwand der Synagoge hin zur Mikwe war eine Jeschiwa, ein Lehrhaus, angebaut. Der Bau datiert in die erste Hälfte des 14. Jahrhunderts und war als „Quadratbau“ mit Kreuzgewölbe angelegt. Seit Mitte des 16. Jahrhunderts, nachdem es keine jüdische Gemeinde mehr in Speyer gab, blieb der Bau ungenutzt, wurde teilweise abgetragen und spätestens durch einen großen Stadtbrand im Jahr 1689 zerstört. Die Jeschiwa besteht heute als Bodendenkmal, in der Ostwand der Synagoge sind noch Hinweise auf den Anbau zu finden.

### Frauenschul
Die Frauensynagoge, auch als Frauenschul bezeichnet, wurde um 1250 südlich der Synagoge angebaut. 40 Jahre zuvor war in Worms erstmals eine eigene Synagoge für Frauen errichtet worden – diesem Vorbild folgte die jüdische Gemeinde in Speyer mit ihrem Bau der Frauenschul. Gleichzeitig erneuerte die Gemeinde das Innere der Synagoge in gotischen Formen. In die Südwand zur Frauenschul hin wurden sechs teilweise heute noch sichtbare Hörschlitze eingefügt, damit die Frauen im Nachbarraum den Gottesdienst mithören und ihre eigenen Gebete und Gesänge dem Ablauf anpassen konnten. Die Frauenschul war ein Hallenbau. Im Inneren gab es gemauerte Sitzbänke an der Nord-, Süd- und Ostwand, in der Westwand befanden sich die heute nicht mehr erhaltenen Eingänge. Weitere Informationen zum inneren Erscheinungsbild sind Vermutungen, jedoch erhielt die Frauenschul Mitte des 14. Jahrhunderts ein Gewölbe, wodurch ein zweischiffiger und vierjochiger Innenraum entstanden ist.

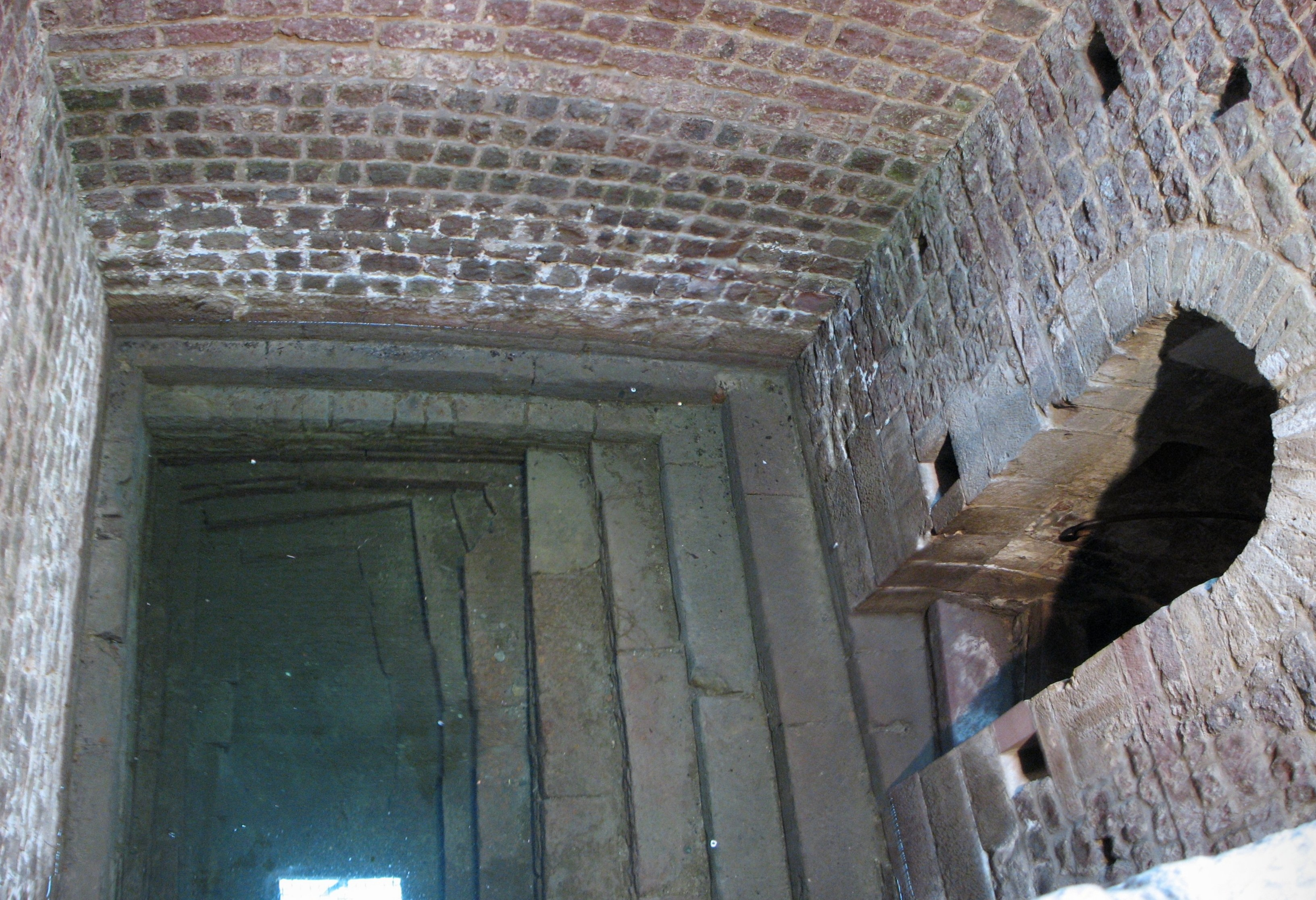
Becken der mittelalterlichen Mikwe von 1126 in Speyer

### Mikwe

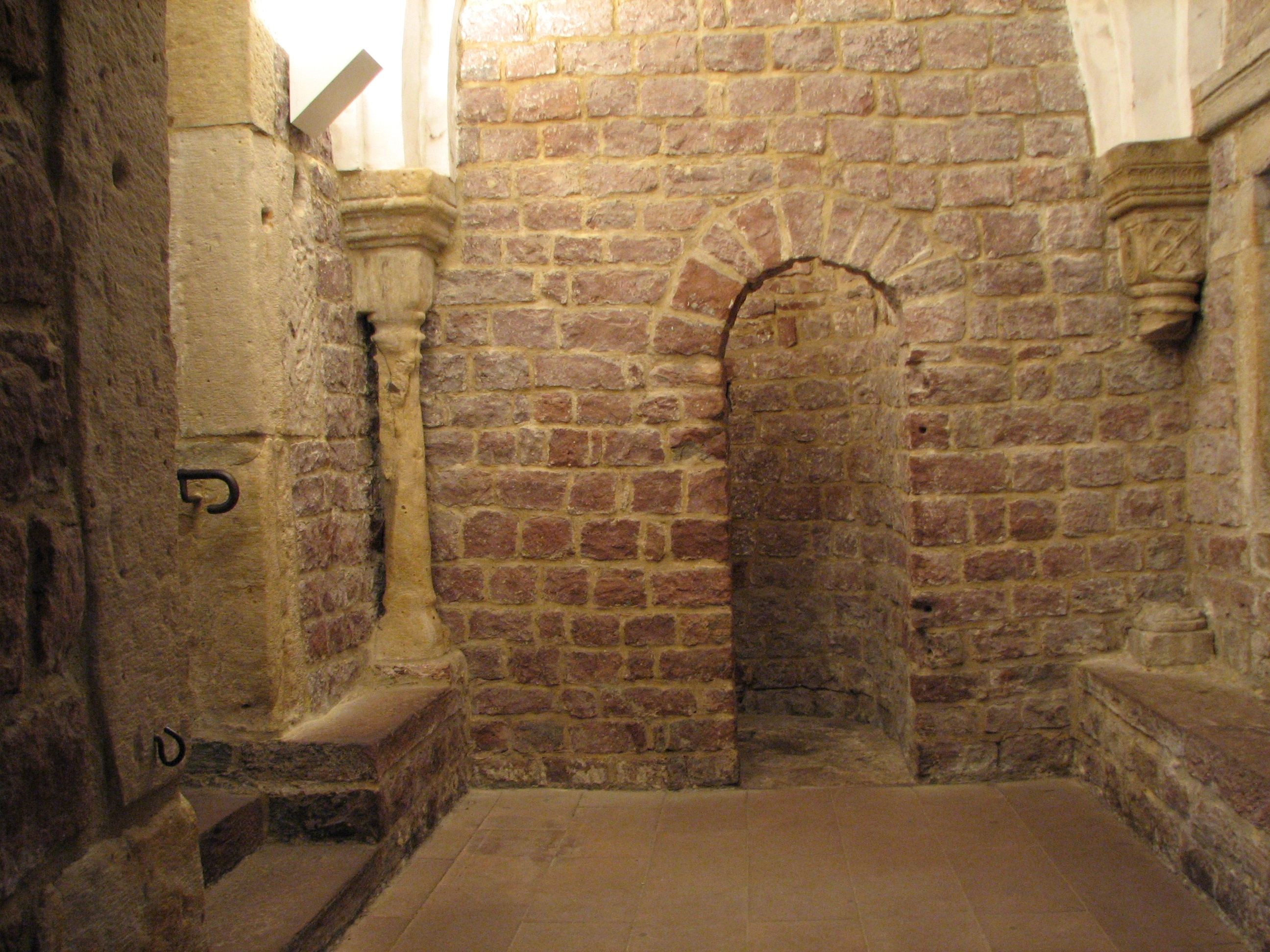
Umkleideraum

Östlich der Synagogenmauern befindet sich das um 1110/1120 erbaute jüdische Ritualbad. Es ist rund 11 m tief und verfügt über eine Grundfläche von knapp 3 m³. Steigt man hinab, gelangt man über ein romanisches Portal in einen Vorraum mit einer steinernen Bank, der als Umkleideraum gedient haben könnte. Der Vorraum wird von zierlichen Säulen und einem Zwillingsfenster dominiert. Linker Hand befindet sich ein Nischenraum, der ebenfalls eine kleine Bank aufweist. Die umgangssprachlich als „Kleiderkammer“ bezeichnete Nische kann verschiedene Funktionen gehabt haben, bspw. für das Umkleiden oder zum Ablegen von Tüchern zum Abtrocknen. Von der Plattform führt eine weitere Treppe hinab zum Wasserbecken. Die Architektur der Mikwe orientiert sich am seinerzeit herrschenden romanischen Baustil: „Der plastische Schmuck im Aus- und Ankleideraum war reichhaltig, geschmackvoll wie abwechselnd, ganz dem romanischen Stil zur Zeit seiner Blüte entsprechend.“ Die Mikwe monumentalisiert und choreografiert den Akt der kultischen Reinigung und zwar auch als Antwort auf das gesteigerte Bedürfnis nach kultischer Reinheit für Männer und Frauen in den SchUM-Gemeinden nach den Kreuzzugspogromen. Diese Inszenierung spiritueller Reinheit geschieht durch die aufwändige Bauform mit dem langgezogenen Treppenabgang, der Plattform und den Säulen und dem Doppelfenster sowie dem aufwendig gestalteten Innenraum. Auch dies unterstreicht den einstigen Status der Gemeinde. Bis ins 20. Jahrhundert waren Ritualbäder ein maßgeblicher Teil des Gemeindelebens – ohne Mikwe konnte keine Gemeinde bestehen, sie war wichtiger als die Synagoge. Die Speyerer Mikwe wurde zum Vorbild für das später in Worms in etwas kleinerer Dimension errichtete Ritualbad.

### Synagogenhof
An der Nordwand der Synagoge war der Synagogenhof angebaut. Er ist heute archäologisch fassbar. Der Synagogenhof diente als Versammlungsort und wurde um 1200 nachträglich an die Synagoge angebaut.

### Jeschiwa
Die Jeschiwa, der Lehr- und Lernort, ist als Bodendenkmal erhalten geblieben. Sie schließt östlich an Synagogenhof und Synagoge an und war dreiseitig freistehend. Die Jeschiwa datiert in die erste Hälfte des 14. Jahrhunderts und ist damit eines der ersten eigenständigen Gebäude in dieser Funktion. Seit dem großen Stadtbrand während des Pfälzischen Erbfolgekrieges existiert sie als Bodendenkmal.

## Gegenwart
Der Judenhof wurde 1998/1999 archäologisch erschlossen und umgestaltet. Das Gelände und das Museum werden vom Verkehrsverein Speyer verwaltet. Zu ihm gehört auch das Museum SchPIRA. Ab 2004 lief eine Initiative verschiedener Politiker auf Kommunal- und Landesebene mit dem Ziel, das materielle Erbe der SchUM-Städte auf die Liste des UNESCO-Welterbes setzen zu lassen. Am 27. Juli 2021 zeichnete die UNESCO den Speyrer Judenhof als Teil der SchUM-Stätten als 50. Welterbestätte in Deutschland aus.